# Notre-Dame de Paris (romance)
Notre-Dame de Paris, também conhecido como O Corcunda de Notre-Dame, é um romance histórico de autoria do escritor francês Victor Hugo, publicado em 1831.

## História

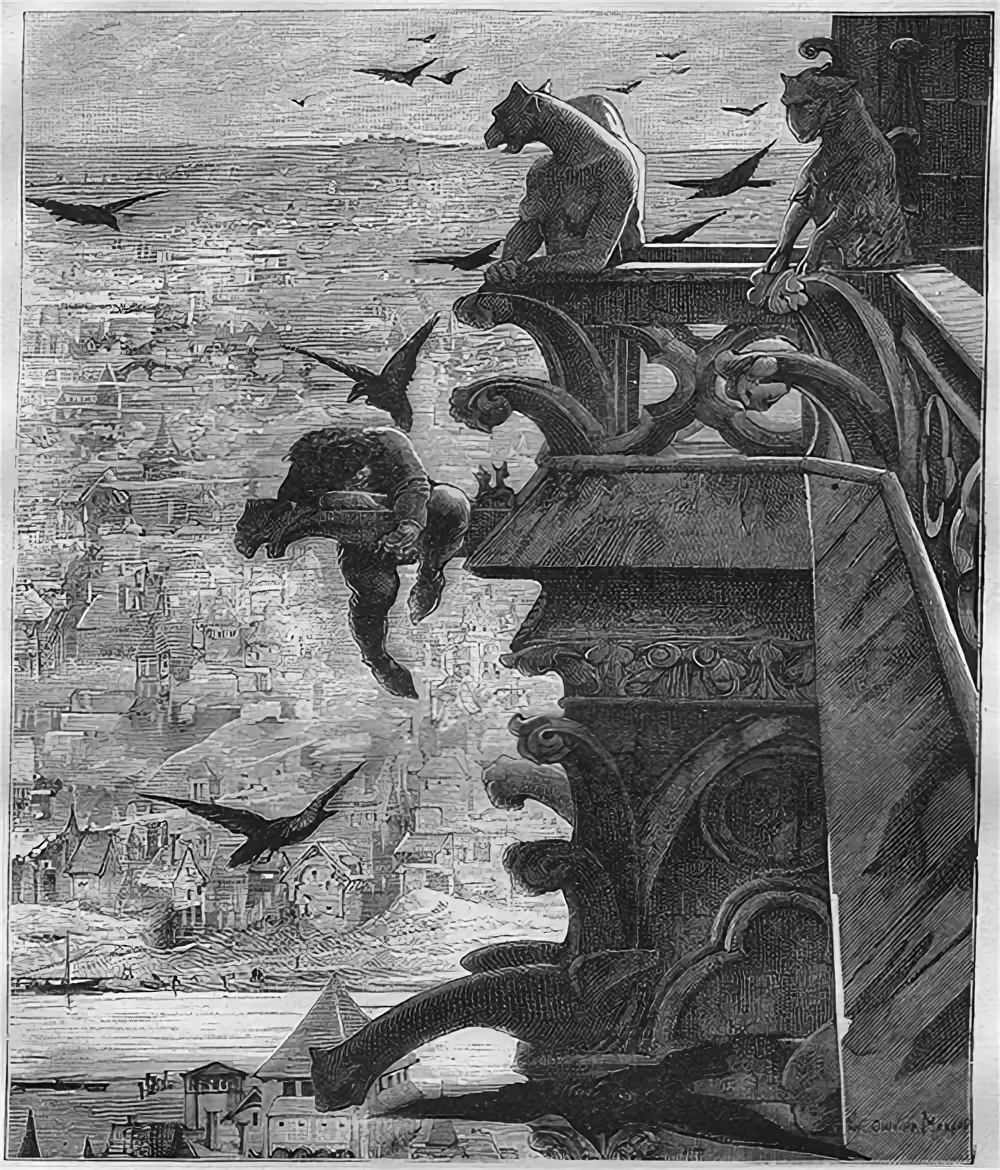
Ilustração para a primeira edição de "Notre Dame de Paris"

A obra veio a público originalmente com o título de "Notre-Dame de Paris", e nem sequer se centrava na personagem que a eternizou, uma vez que só quando foi traduzida para a língua inglesa, em 1833, este nome apareceu no título. Em sua origem, constituía-se em um romance histórico, voltado para o público adulto, com o intuito de conscientizá-lo para a necessidade de se conservar a Catedral de Notre-Dame.
Na obra, Victor Hugo não se limita a descrever apenas a antiga Catedral, mas ilustra historicamente a sociedade da Paris medieval, e os contrastes dos seus personagens, desde os pedintes e ciganos ao rei e à nobreza.
A história passa-se em 1482, em Paris, a capital de França. A ação desenrola-se dentro e em torno da Catedral de Notre-Dame, na Île de la Cité, no meio do rio Sena. Aqui estavam situadas os dois grandes monumentos da cidade na época: a Catedral e o Palácio da Justiça, o que centralizava, na ilha, a religião e o governo de Paris.
A Catedral, construída em 1330, era a principal igreja de Paris. Além de importante local de oração, aceitava órfãos e pessoas que ali procuravam refúgio da lei.
As personagens da história provêm de todas as camadas sociais existentes em Paris na Idade Média: membros do clero e fidalgos cruzavam-se com ciganos e mendigos nas ruas da Île de la Cité. Luís XI de França era o soberano na época, e costumava assistir diariamente à missa na Catedral.
Paris não possuía uma força policial. Oficiais da guarda pessoal do rei e grupos de fidalgos patrulhavam as ruas para manterem a ordem.
Havia então em Paris muitos pobres e sem-abrigo. Alguns destes proscritos eram pedintes, ciganos, pessoas com deficiências, doentes e ladrões. Estes elementos eram percebidos pela sociedade como uma ameaça. O povo cigano era nómada, e mudavam-se de cidade em cidade.
A Obra gira em torno de um homem coxo e deformado que foi adotado pelo arcediago Claudio Frollo. Batizado de Quasímodo, enfrenta uma série de peripécias por conta de um amor não correspondido por uma bela cigana, Esmeralda.
Esmeralda é uma personagem que representa uma espécie de beleza suprema, quase celestial, o que faz com que dois homens, Quasímodo e Dom Cláudio se apaixonem por ela.
São duas formas de amar diferentes. Quasímodo ama-a de uma forma desinteressada, enquanto Frollo nutre por ela uma enorme paixão, repleta de desejo sexual, embora muitas vezes se note uma grande ternura e carinho pela cigana.
No entanto, Esmeralda, não corresponde ao amor de nenhum dos dois, preferindo amar Phoebus, um oficial da guarda real, que apesar de dizer que a ama, tem uma noiva e não nutre nenhum tipo de sentimento por Esmeralda, a não ser desejo.
A narrativa trata de cada personagem com profundidade, e há quem considere Claudio Frollo a personagem mais profunda do livro.

## Sinopse
Em Paris do século XV, uma jovem cigana, chamada Esmeralda, dança na praça da Catedral de Notre Dame. Sua beleza transtorna o arquidiácono Claudio Frollo, que, perturbado pela beleza da moça e querendo afastar-se dessa tentação, ordena que o disforme, Quasímodo, rapte a moça. Esmeralda é salva por um grupo de arqueiros, comandado pelo capitão da guarda Phoebus de Châteaupers. Quando a cigana reencontra Phoebus, alguns dias mais tarde, ela demonstra todo o amor que passou a dedicar-lhe. Apesar de comprometido com a jovem Flor de Lis, Phoebus fica seduzido pela cigana. Ele marca um encontro com ela em um local fechado mas, quando está chegando a seu objetivo, Frollo aparece e o apunhala.
Acusada de assassinato, Esmeralda não aceita, para escapar do Suplício, se entregar a Frollo. Quando é levada ao átrio da catedral para receber a sua sentença de morte, Quasímodo — que também a ama, porém de forma desinteressada — se apossa dela e a leva para dentro da igreja, onde a lei de abrigo a torna protegida. Quasímodo passa a noite tratando dela.
No entanto, os vagabundos com quem Esmeralda vive vêm libertá-la, investindo contra as entradas da Catedral. Quasímodo faz a defesa sozinho da igreja, lançando pedras, barras de ferro, madeira e chumbo derretido sobre os invasores. Frollo aproveita-se do tumulto formado para fugir com a cigana e tenta seduzi-la. Furioso com sua recusa, ele a entrega às garras de uma velha reclusa do "buraco dos ratos", enterrada por sua vontade nesse buraco no chão e considerada louca. Porém, ao invés de despedaçar Esmeralda, a velha reconhece na cigana sua própria filha e a poupa. Esmeralda não consegue desfrutar de uma paz muito longa; logo em seguida, os guardas da cidade a encontram e ela é encaminhada novamente para a sua execução, na praça da catedral.
Do alto da Igreja de Nossa Senhora, Quasímodo e Frollo assistem à execução. Quasímodo, louco de desespero, atira o padre do alto da torre e desaparece para sempre. Muito tempo depois, ao ser aberto o ossário de Montfaucon, local onde Esmeralda havia sido sepultada, são encontrados dois esqueletos abraçados; um deles, com uma visível deformação da espinha.

## Personagens

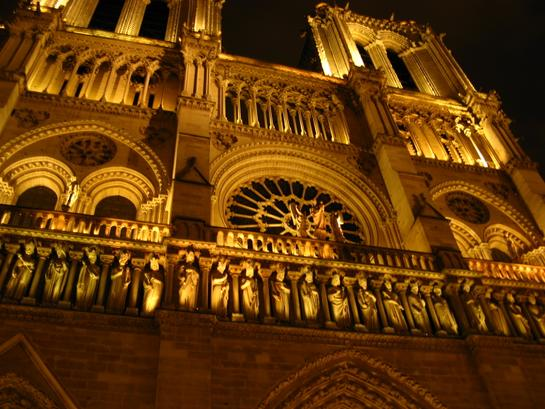
A Catedral de Notre-Dame, à noite

### Personagens principais
- Quasímodo: Vive em Catedral de Notre-Dame. Aos quatro anos de idade, foi abandonado pelos pais à porta da Catedral devido à sua deformidade singular, tendo sido adotado pelo arquidiácono Claude Frollo. Em sua vida adulta, Quasímodo recebe a missão de guardar os sinos de Notre-Dame e após anos em contato com seu badalar, desenvolve surdez. Apaixona-se pela cigana Esmeralda que, por sua vez, é apaixonada pelo Capitão Phoebus de Châteaupers. É um personagem que aparece no início da obra como um monstro, totalmente dominado por Frollo. Além de surdo, Quasímodo também é coxo e corcunda.
- Esmeralda: Nascida Agnes, é uma jovem cigana. É cortejada pelos homens pela sua dança, porém simultaneamente, é rejeitada pela sociedade como feiticeira. À soma disto, há o fato de que é uma mulher estrangeira em meio a uma sociedade pouco esclarecida. Esmeralda é condenada à morte pelo Rei Luís XI, que temia a sublevação dos cidadãos de Paris, mas posteriormente é resgatada por Quasímodo, tornando-se sua amiga. Quasímodo e o arquidiácono Claude Frollo a amam em segredo, sendo que cada um possui uma compreensão diferente deste amor.
- Claude Frollo: arquidiácono, dividido entre o amor a Deus e o desejo que sente por Esmeralda. Para fugir à tentação, quer eliminar a jovem. Criou Quasímodo.
- Fleur-de-Lys: noiva de Phoebus, ela tem muitos ciúmes de Esmeralda. Só perdoa Phoebus após a morte da rival. É considerada a vilã do livro pois faz maldades por ciúmes. É muito bela.
- Phœbus de Châteaupers: capitão da guarda, é atraído por Esmeralda, mas, infelizmente para ele, já está comprometido com a jovem Fleur-de-Lys, que sente muitos ciúmes da rival.
- Pierre Gringoire: poeta pobre, é salvo do enforcamento por Esmeralda que aceita casar-se com ele.

## Análise
- Frollo é atormentado pelo conflito entre o amor a Deus e o que sente por Esmeralda.
- A donzela ingênua e pura, descobre a maldade dos parisienses contra os ciganos.
- A história contada no livro não está unicamente baseada no amor que sente Quasímodo por Esmeralda. No romance, toda a vida social do século XV é exposta: mendigos criando todo um estado monárquico, líder e autônomo nas ruas perigosas (e reunindo-se no "Pátio dos Milagres"), burgueses assistindo aos espetáculos bárbaros e injustos de torturas na Praça de Grève, soldados cometendo crimes impunemente, arquidiáconos traindo sua religião e apaixonando-se, ciganos ganhando a vida nas ruas e o próprio rei da época Luís XI. Todos esses papéis aparecem na obra, tanto histórica quanto dramática. Existem capítulos inteiros que, ao invés de abordarem a vida de Esmeralda ou Quasímodo, falam da Catedral ou do rei Luís XI.

## Cultura popular
Desde o seu lançamento, a história popularizou-se e foi adaptada à ópera, ao cinema e ao desenho animado.
Em adaptações atuais, inclusive nas cinematográficas, a história recebeu o nome de O Corcunda de Notre Dame. Além da versão animada dos estúdios Disney, vários atores, incluindo Henri Krauss, Anthony Quinn, Mandy Patinkin e Anthony Hopkins.